# Observatorio Naval Cagigal
El Observatorio Astronómico y Meteorológico de Caracas fue creado por decreto del presidente Juan Pablo Rojas Paúl el 8 de septiembre de 1888. Este observatorio se instaló en la «Colina Quintana», adquiriéndola y cambiando su nombre a «Colina Cagigal» en honor al reconocido astrónomo y matemático Coronel de Ingenieros Juan Manuel Cagigal, quien fue el fundador de los estudios matemáticos de Venezuela. A la colina también se le conoce como la Colina del Observatorio.

## Primeros Directores de Administración

### Maurizio Buscalioni
El primer director fue el astrónomo italiano Maurizio Buscalioni, quien dotó al observatorio con instrumental moderno para su época, destacando los aspectos meteorológicos y astrométricos para que pudieran registrarse las primeras mediciones sistemáticas de presión atmosférica como temperatura, humedad y pluviosidad. Realizó observaciones astrométricas para determinar la hora legal y la latitud geográfica del Observatorio. Buscalioni tenía como meta relacionarse con los mejores observatorios y astrónomos de América y Europa.
Este astrónomo pudo dirigir el observatorio durante tres años y presentó su último informe en enero de 1894. Partió a Italia con una severa enfermedad y murió poco después de su llegada.

### Dr. Luis Ugueto Pérez
Con la ausencia de Buscalioni toma la dirección del Observatorio por los siguientes dos años, el astrónomo Armando Blanco. Este crea oficialmente el cargo de Subdirector y es asignado el Dr. Luis Ugueto. En los comienzos del Observatorio hubo una Junta de Fomento integrada por Agustín Aveledo, Germán Jiménez y Henry Lord Boulton. 
En noviembre de 1900 pasa a la dirección de administración el Dr. Luis Ugueto y aunque existían problemas de índole presupuestarios se instalaron los sismógrafos, también se lograron observaciones del Cometa Daniel en 1908 y del Cometa Halley en el año 1910, junto a estos logros se suma el inicio de las clases de astronomía. Por primera vez se da la hora legal de Venezuela.

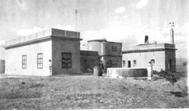
Observatorio Naval Cagigal desde el año 1913 al 1932

Dentro de los grandes logros de Ugueto esta la creación de una red de estaciones meteorológicas por todo el país. Con esto se aprovechan datos del tiempo para el desarrollo de la agricultura.
Una de las mayores preocupaciones de este director fue la edificación para instalar el Círculo Meridiano que era un instrumento indispensable para establecer la hora con alta precisión. 35 años después de haberse hecho la primera solicitud y bajo su administración se logró la edificación. 
Hacia 1913 se consolida la realización de observaciones meridianas para la determinación de la hora y se hace notar la conveniencia de instalar una Red Meteorológica Nacional. Desde este mismo año se empiezan las ampliaciones y mejoras del edificio y la calle que da acceso al mismo, pero el tiempo y la falta de mantenimiento lograron que los instrumentos astronómicos sufrieran, llegando a quedar en mal estado.
En el año 1916 se observó un eclipse total de Sol, hubo exactitud con tal evento, lo que marcó un hito de gran importancia y aunque existían problemas de instrumentos fue tal el entusiasmo que se promovió y creó una comisión ad hoc únicamente con el propósito de observar tal fenómeno desde la población de Tucacas en el estado Falcón.
El Dr. Ugueto dirigió el Observatorio durante 39 años, desde el año de 1925 hasta el 1 de enero de 1936 cuando muere. Alcanzó grandes logros, enseñó ciencia, escribió obras, investigó y asesoró. Elaboró los mapas físicos y políticos de Venezuela, dio la determinación exacta de las fronteras y creó de la red de estaciones meteorológicas cuyas experiencias han sido guía para otros pueblos del mundo.

### Henri Pittier
En el año 1931 y 1933 durante una ausencia del director Ugueto, toma posesión de la dirección administrativa del Observatorio Henri Pittier quien logra la refacciones de algunas obras civiles y la entrada de nuevo personal necesario para el buen funcionamiento, esto con recursos que logra con muchos esfuerzos, y gracias al apoyo de Alfredo Jahn que envían las peticiones al Gobierno Nacional.

### Francisco J. Duarte

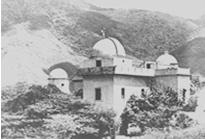
Observatorio Naval Cagigal desde el año 1933 a 1955

En 1936 asume la dirección del Observatorio el matemático Francisco J. Duarte. Hizo constantes reclamos anuales para pedir recursos, pero las respuestas eran negativas y no logró la dotación de instrumentos y la realización de observaciones astronómicas. 
Duarte publicó los anuarios de efemérides correspondientes a 1940 y 1941, además de mantener la recolección diaria de datos meteorológicos.

### Eduardo Röhl
En 1941 toma el puesto en la dirección del observatorio el escritor y físico Eduardo Röhl quien desarrolla su labor en la línea descrita por su antecesor  Francisco J. Duarte. El Dr. Röhl realiza también estudios climatológicos sobre Caracas y algunas otras ciudades de Venezuela, que logran el inicio de estudios sistemáticos de nuestro clima en varias universidades del país. El mayor proyecto de Röhl fue la conversión del Observatorio Cagigal en una referencia obligada en las áreas de Astronomía y Geofísica. Obtiene e instala los más modernos instrumentos y equipos de la época en el año 1951 llevando al Observatorio a un crecimiento que se constituye en matriz de nuevas instituciones. A mediados de la década del 50 el gobierno nacional le encomienda al Dr. Röhl viajar a Alemania y adquirir para Venezuela los equipos para un importante instituto multidisciplinario. Entre los equipos que Röhl encarga en encuentran: un telescopio de campo amplio tipo Schmidt, un doble astrógrafo, un círculo meridiano, dos telescopios fotocenitales, un instrumento apodado de pasaje, todos estos instrumentos de la firma Askania y adicionalmente se solicita también un telescopio reflector y un telescopio refractor de la firma Zeiss. También se contrata en Alemania la construcción de las cúpulas y plataformas para los telescopios así como el anteproyecto, diseño y construcción de los edificios se le encarga a arquitectos alemanes. Dichos proyectos se llevarían a cabo en predios del Observatorio Cagigal. Como consecuencia de los cambios políticos ocurridos a finales de esta década en el país así como la muerte del Dr. Röhl en 1959 el proyecto se paraliza. Luego en 1960 se crea una comisión presidida por Francisco J. Duarte la cual se encarga de un proyecto de modernización. Se instala un equipo que había llegado a Venezuela. Estos equipos estaban almacenados y bajo custodia por parte de la Comandancia General de la Marina.

### Fuerza Naval Venezolana

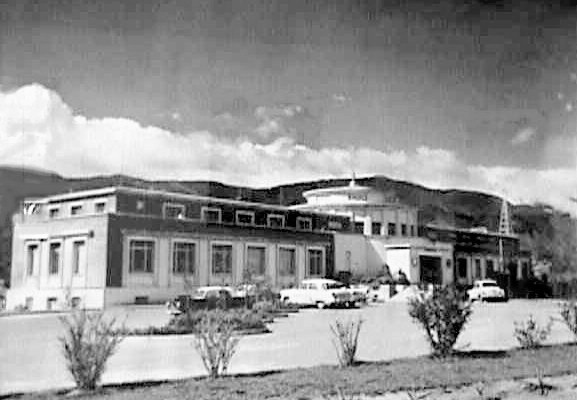
Observatorio Naval Cagigal para la década de 1950

Desde el año 1947 operaba el Observatorio Cagigal toda la red Meteorológica de Venezuela en sus estaciones de: Maracaibo, Mérida, Ciudad Bolívar, Calabozo, Puerto Cabello y la Red Pluviométrica de cuarenta estaciones esparcidas por todo el territorio y que pasan a ser administrada por el Servicio de Meteorología de la Fuerza Aérea Venezolana, solo con excepción de la estación Cagigal, la cual continúa funcionado en el edificio sede.
Desde el año 1961 y hasta el presente, dirigen el Observatorio los oficiales de la Armada de Venezuela. 
El Observatorio fue incorporado con diferentes disciplinas, estas relacionadas con las ciencias del  mar, entre otras;  Cartografía Náutica, Oceanografía, Hidrografía, Señalización Marítima.
Está en constante renovación esta Institución, se está incorporando nuevos relojes atómicos y sistema de hora parlante para el Servicio de la Hora Legal de Venezuela, en convenio con la CANTV, un mejoramiento de los programas didácticos del Planetario Humboldt, se incorporará un sistema automatizado de recepción de imágenes de satélites meteorológicos, y se busca incluir la Geofísica Marítima entre las nuevas áreas científica.

## Dependencias y servicios

### Funvisis
En los años de 1950 se hacen nuevas inversiones para la creación del Instituto Sismológico y se contrata en Alemania al Dr. Gunther Fielder, quien dirige todo lo relacionado con esta actividad. El legado que dejó el Dr. Fielder lo lleva consigo la «Fundación Venezolana de Investigaciones Sismológicas» FUNVISIS.
Entre estos logros estuvo también la construcción de un edificio que es la sede en la «Loma Quintana» desde 1956. En estas instalaciones se localiza el Museo Sismológico

### Hora Legal de Venezuela (YVTO)
El Observatorio Naval Cagigal es el ente oficial de la República Bolivariana de Venezuela encargado de determinar la hora legal de la República (HLV por sus siglas). Para tal fin, cuenta con un reloj atómico de Cesium Modelo HP 5061 A, dicho reloj está constituido por un Desausser y un amplificador de frecuencia, presentado un patrón de salida de impulso por segundo y fuente de alimentación auxiliar. 
La emisión de la hora legal de Venezuela se realizaba a través de la transmisión ininterrumpida por la frecuencia de 5.000 kHz en onda corta, banda de 60 metros, hoy suspendida al igual que el servicio vía telefónica a través de los números 119, (212) 555-6000 y (212) 481-8666 Extensión 8027. Este servicio es retransmitido por Radio Nacional de Venezuela a través de sus frecuencias 630 AM y 91.1 FM. Es de hacer notar que la hora legal de Venezuela se realizó durante muchos años en la frecuencia de los 6100kHz, banda de 49 metros.

## Galería

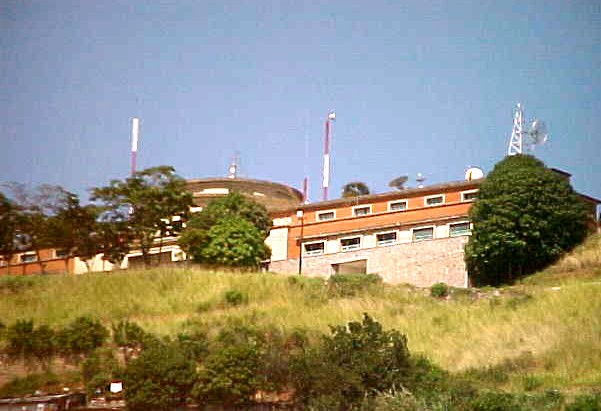
Instalaciones
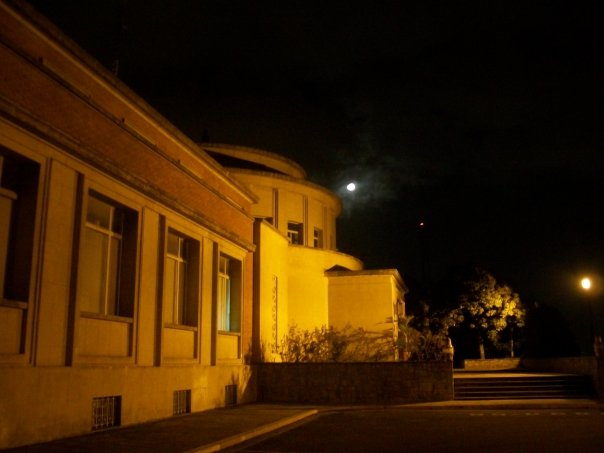
Instalaciones

### Videos
- YouTube: 120 Aniversario Observatorio Naval "Juan Manuel Cagigal"
- YouTube: Cambio de Huso Horario en Venezuela

- Datos: Q2856413
- Multimedia: Cagigal Observatory / Q2856413